# ATC code J01
ATC code J01 داروهای آنتی‌بیوتیک جهت استفادهٔ سیستمیک زیرگروهی درمانی از سیستم طبقه‌بندی شیمیایی درمانی آناتومیک است. این سیستمِ متشکل از کدهای حرفی‌عددی را سازمان جهانی بهداشت برای طبقه‌بندی داروها و سایر تولیدات پزشکی ایجاد کرده است. زیرگروه J01 جزوی از گروه آناتومیک J ضدعفونت‌ها جهت مصارف سیستمیک است.

کدهای مورد استفاده در دامپزشکی (کدهای ATCvet) را می‌توان با گذاشتن حرف Q جلو کدهای انسانی ATC ایجاد کرد: مثلاً QJ01. کدهای ATCvet که فاقد کدهای انسانی متناظر ATC هستند، در فهرست ذیل با حرف آغازین Q ذکر شده‌اند.
ممکن است نسخه‌های ملی از طبقه‌بندی ATC حاوی کدهای اضافه‌ای باشند که در این فهرست (نسخهٔ سازمان جهانی بهداشت) نیامده باشند.

## J01ATetracyclines

### J01AA Tetracyclines
J01AA01 دمکلوسایکلین
J01AA02 داکسی‌سایکلین
J01AA03 کلرتتراسایکلین
J01AA04 لیمسایکلین
J01AA05 متاسایکلین
J01AA06 اکسی تتراسایکلین
J01AA07 تتراسایکلین
J01AA08 مینوسایکلین
J01AA09 رولی‌تتراسایکلین
J01AA10 پنیمه‌پیسایکلین
J01AA11 کلوموسایکلین
J01AA12 تیگسایکلین
J01AA20 Combinations of tetracyclines
QJ01AA53 Chlortetracycline, combinations
J01AA56 Oxytetracycline, combinations

## J01B Amphenicols

### J01BAآمفنیکلs
J01BA01 کلرامفنیکل
J01BA02 تیامفنیکل
J01BA52 تیامفنیکل, combinations
QJ01BA90 فلورفنیکل
QJ01BA99 Amphenicols, combinations

## J01Cبتا-لاکتامantibacterials,پنی‌سیلینs

### J01CA Penicillins withextended spectrum
J01CA01 آمپی‌سیلین
J01CA02 پیوآمپی‌سیلین
J01CA03 کاربنی سیلین
J01CA04 آموکسی سیلین
J01CA05 کارینداسیلین
J01CA06 باک‌آمپی‌سیلین
J01CA07 اپیسیلین
J01CA08 پیومسیلینام
J01CA09 آزلوسیلین
J01CA10 مزلوسیلین
J01CA11 مسیلینام
J01CA12 پیپراسیلین
J01CA13 تیکارسیلین
J01CA14 مت‌آمپی‌سیلین
J01CA15 تالامپیسیلین
J01CA16 سولبنیسیلین
J01CA17 تموسیلین
J01CA18 هتاسیلین
J01CA19 Aspoxicillin
J01CA20 Combinations
J01CA51 Ampicillin, combinations

### J01CEبتالاکتاماز-sensitive penicillins
J01CE01 بنزیل پنی‌سیلین
J01CE02 فنوکسی‌متیل‌پنی‌سیلین
J01CE03 پروپیسیلین
J01CE04 آزیدوسیلین
J01CE05 فنتیسیلین
J01CE06 پنامسیلین
J01CE07 کلومتوسیلین
J01CE08 بنزاتین بنزیل‌پنی‌سیلین
J01CE09 پروکائین بنزیل‌پنی‌سیلین
J01CE10 Benzathine phenoxymethylpenicillin
J01CE30 Combinations
QJ01CE90 Penethamate hydroiodide
QJ01CE91 Benethamine penicillin

### J01CF Beta-lactamase-resistant penicillins
J01CF01 دی‌کلوگزاسیلین
J01CF02 کلوگزاسیلین
J01CF03 متی‌سیلین
J01CF04 اگزاسیلین
J01CF05 فلوکلوگزاسیلین
J01CF06 نافسیلین

### J01CG Beta-lactamase inhibitors
J01CG01 سولباکتام
J01CG02 تازوباکتام

### J01CR Combinations of penicillins, including beta-lactamase inhibitors
J01CR01 Ampicillin and enzyme inhibitor
J01CR02 Amoxicillin and enzyme inhibitor
J01CR03 Ticarcillin and enzyme inhibitor
J01CR04 سولتامیسیلین
J01CR05 Piperacillin and enzyme inhibitor
J01CR50 Combinations of penicillins

## J01D Other beta-lactam antibacterials

### J01DB First-generation cephalosporins
J01DB01 سفالکسین
J01DB02 سفالوریدین
J01DB03 سفالوتین
J01DB04 سفازولین
J01DB05 سفادروکسیل
J01DB06 سفازدون
J01DB07 سفاتریزین
J01DB08 سفاپیرین
J01DB09 سفرادین
J01DB10 سفاستریل
J01DB11 سفروکسادین
J01DB12 سفتزول

### J01DC Second-generation cephalosporins
J01DC01 سفوکسیتین
J01DC02 سفوروکسیم
J01DC03 سفاماندول
J01DC04 سفاکلور
J01DC05 سفوتتان
J01DC06 سفونیسید
J01DC07 سفوتیام
J01DC08 لوراکاربف
J01DC09 سفمتازول
J01DC10 سفپروزیل
J01DC11 سفورانید
J01DC12 سفمینوکس
J01DC13 سفبوپرازون
J01DC14 فلوموکسف

### J01DD Third-generation cephalosporins
J01DD01 سفوتاکسیم
J01DD02 سفتازیدیم
J01DD03 سفسولودین
J01DD04 سفتریاکسون
J01DD05 سفمنوکسیم
J01DD06 لاتاموکسف
J01DD07 سفتی زوکسیم
J01DD08 سفیکسیم
J01DD09 سفودیزیم
J01DD10 سفتامت
J01DD11 سفپیرامید
J01DD12 سفوپرازون
J01DD13 سفپودوکسیم
J01DD14 سفتی‌بوتن
J01DD15 سفدی‌نیر
J01DD16 سفدیتورن
J01DD17 سفکاپن
J01DD51 Cefotaxime, combinations
J01DD52 Ceftazidime, combinations
J01DD54 Ceftriaxone, combinations
J01DD62 Cefoperazone, combinations
QJ01DD90 سفتیوفور
QJ01DD91 سفووسین
QJ01DD99 Ceftiofur, combinations

### J01DE Fourth-generation cephalosporins
J01DE01 سفپیم
J01DE02 سفپیروم
J01DE03 سفوزوپران
QJ01DE90 سفکینوم

### J01DFمونوباکتامs
J01DF01 آزترئونام
J01DF02 کارومونام

### J01DHکارباپنمs
J01DH02 مروپنم
J01DH03 ارتاپنم
J01DH04 دوری‌پنم
J01DH05 بیاپنم
J01DH51 ایمی‌پنم and enzyme inhibitor
J01DH55 پانی‌پنم and بتامیپرون

### J01DI Other cephalosporins and penems
J01DI01 سفتوبیپرول
J01DI02 سفتارولین فوسامیل
J01DI03 فاروپنم
J01DI54 سفتوزولان/تازوباکتام and enzyme inhibitor

## J01ESulfonamides andتری متوپریم
Subgroups J01EA–E are only included in the human ATC classification.

### J01EA Trimethoprim and derivatives
J01EA01 تری متوپریم
J01EA02 برودیموپریم
J01EA03 ایکلاپریم

### J01EB Short-acting sulfonamides
J01EB01 سولفیزومیدین
J01EB02 سولفامتیزول
J01EB03 سولفادیمیدین
J01EB04 سولفاپیریدین
J01EB05 سولفافورازول
J01EB06 سولفانیل‌آمید
J01EB07 سولفاتیازول
J01EB08 سولفاتیواوره
J01EB20 Combinations

### J01EC Intermediate-acting sulfonamides
J01EC01 سولفامتوکسازول
J01EC02 تریپل سولفا
J01EC03 سولفاموکسول
J01EC20 Combinations

### J01ED Long-acting sulfonamides
J01ED01 سولفادی‌متوکسین
J01ED02 سولفالن
J01ED03 سولفامتومیدین
J01ED04 سولفامتوکسی‌دیازین
J01ED05 سولفامتوکسی‌پیریدازین
J01ED06 سولفاپرین
J01ED07 سولفامرازین
J01ED08 سولفافنازول
J01ED09 سولفامازون
J01ED20 Combinations

### J01EE Combinations of sulfonamides andتری متوپریم, including derivatives
J01EE01 Sulfamethoxazole and trimethoprim
J01EE02 Sulfadiazine and trimethoprim
J01EE03 Sulfametrole and trimethoprim
J01EE04 Sulfamoxole and trimethoprim
J01EE05 Sulfadimidine and trimethoprim
J01EE06 Sulfadiazine and tetroxoprim
J01EE07 Sulfamerazine and trimethoprim

### QJ01EQ Sulfonamides
QJ01EQ01 Sulfapyrazole
QJ01EQ02 Sulfamethizole
QJ01EQ03 Sulfadimidine
QJ01EQ04 Sulfapyridine
QJ01EQ05 Sulfafurazole
QJ01EQ06 Sulfanilamide
QJ01EQ07 Sulfathiazole
QJ01EQ08 Sulfaphenazole
QJ01EQ09 Sulfadimethoxine
QJ01EQ10 Sulfadiazine
QJ01EQ11 Sulfamethoxazole
QJ01EQ12 Sulfachlorpyridazine
QJ01EQ13 سولفادوکسین
QJ01EQ14 Sulfatroxazol
QJ01EQ15 Sulfamethoxypyridazine
QJ01EQ16 Sulfazuinoxaline
QJ01EQ17 سولفامرازین
QJ01EQ18 Sulfamonomethoxine
QJ01EQ19 Sulfalene
QJ01EQ21 سولفاستامید
QJ01EQ30 Combinations of sulfonamides
QJ01EQ59 Sulfadimethoxine, combinations

### QJ01EW Combinations of sulfonamides and trimethoprim, including derivatives
QJ01EW03 Sulfadimidine and trimethoprim
QJ01EW09 Sulfadimethoxine and trimethoprim
QJ01EW10 Sulfadiazine and trimethoprim
QJ01EW11 Sulfamethoxazole and trimethoprime
QJ01EW12 Sulfachlorpyridazine and trimethoprim
QJ01EW13 Sulfadoxine and trimethoprim
QJ01EW14 Sulfatroxazol and trimethoprim
QJ01EW15 Sulfamethoxypyridazine and trimethoprim
QJ01EW16 Sulfaquinoxaline and trimethoprim
QJ01EW17 Sulfamonomethoxine and trimethoprim
QJ01EW18 Sulfamerazine and trimethoprim
QJ01EW30 Combinations of sulfonamides and trimethoprim

## J01Fماکرولیدs,لینکلوزامیدهاs andاسترپتوگرامینs

### J01FA Macrolides
J01FA01 اریترومایسین
J01FA02 اسپیرامایسین
J01FA03 میدکامایسین
J01FA05 اولئاندومایسین
J01FA06 روکسیترومایسین
J01FA07 ژوسامایسین
J01FA08 ترولئاندومایسین
J01FA09 کلاریترومایسین
J01FA10 آزیترومایسین
J01FA11 میوکامایسین
J01FA12 روکیتامایسین
J01FA13 دیریترومایسین
J01FA14 فلوریترومایسین
J01FA15 تلیترومایسین
J01FA16 سولیترومایسین
QJ01FA90 تیلوسین
QJ01FA91 Tilmicosin
QJ01FA92 Tylvalosin
QJ01FA93 Kitasamycin
QJ01FA94 Tulathromycin
QJ01FA95 Gamithromycin
QJ01FA96 Tildipirosin

### J01FF Lincosamides
J01FF01 کلیندامایسین
J01FF02 لینکومایسین
QJ01FF52 Lincomycin, combinations

### J01FG Streptogramins
J01FG01 پریستینامایسین
J01FG02 کینوپریستین/دالفوپریستین
QJ01FG90 ویرجینیامایسین

## J01Gآمینوگلیکوزیدantibacterials

### J01GAاسترپتومایسینs
J01GA01 استرپتومایسین
J01GA02 Streptoduocin
QJ01GA90 دی‌هیدرواسترپتومایسین

### J01GB Other aminoglycosides
J01GB01 توبرامایسین
J01GB03 جنتامایسین
J01GB04 Kanamycin
J01GB05 نئومایسین
J01GB06 آمیکاسین
J01GB07 نتیل‌مایسین
J01GB08 سیسومایسین
J01GB09 دیبکاسین
J01GB10 ریبوستامایسین
J01GB11 ایزپامایسین
J01GB12 آربکاسین
J01GB13 بکانامایسین
QJ01GB90 آپرامایسین
QJ01GB91 نئومایسین
QJ01GB92 پارامومایسین

## J01MQuinolone antibacterials
In ATCvet, this subgroup is named "QJ01M Quinolone and کوئینوکسالین antibacterials".

### J01MAفلوروکینولونs
J01MA01 افلوکساسین
J01MA02 سیپروفلوکساسین
J01MA03 پفلوکساسین
J01MA04 انوکساسین
J01MA05 تمافلوکساسین
J01MA06 نورفلوکساسین
J01MA07 لومفلوکساسین
J01MA08 Fleroxacin
J01MA09 اسپارفلوکساسین
J01MA10 روفلوکساسین
J01MA11 گرپافلوکساسین
J01MA12 لووفلوکساسین
J01MA13 ترووافلوکساسین
J01MA14 موکسی فلوکساسین
J01MA15 جمی فلوکساسین
J01MA16 گاتی‌فلوکساسین
J01MA17 Prulifloxacin
J01MA18 پازوفلوکساسین
J01MA19 گارنوکساسین
J01MA21 سیتافلوکساسین
QJ01MA90 انروفلوکساسین
QJ01MA92 دانوفلوکساسین
QJ01MA93 ماربوفلوکساسین
QJ01MA94 دیفلوکساسین
QJ01MA95 اوربی‌فلوکساسین
QJ01MA96 ایبافلوکساسین
QJ01MA97 پرادوفلوکساسین

### J01MB Other quinolones
J01MB01 روزوکساسین
J01MB02 اسید نالیدیکسیک
J01MB03 پیرومیدیک اسید
J01MB04 Pipemidic acid
J01MB05 اکسولینیک اسید
J01MB06 سینوکساسین
J01MB07 فلومکین
J01MB08 Nemonoxacin

### QJ01MQ Quinoxalines
QJ01MQ01 Olaquindox

## J01R Combinations of antibacterials

### J01RA Combinations of antibacterials
J01RA01 Penicillins, combinations with other antibacterials
J01RA02 Sulfonamides, combinations with other antibacterials (excluding trimethoprim)
J01RA03 Cefuroxime and metronidazole
J01RA04 Spiramycin and metronidazole
J01RA05 Levofloxacin and ornidazole
J01RA06 Cefepime and amikacin
J01RA07 Azithromycin, fluconazole and secnidazole
J01RA08 Tetracycline and oleandomycin
J01RA09 Ofloxacin and ornidazole
J01RA10 Ciprofloxacin and metronidazole
J01RA11 Ciprofloxacin and tinidazole
J01RA12 Ciprofloxacin and ornidazole
J01RA13 Norfloxacin and tinidazole
QJ01RA90 Tetracyclines, combinations with other antibacterials
QJ01RA91 Macrolides, combinations with other antibacterials
QJ01RA92 Amphenicols, combinations with other antibacterials
QJ01RA94 Lincosamides, combinations with other antibacterials
QJ01RA95 Polymyxins, combinations with other antibacterials
QJ01RA96 Quinolones, combinations with other antibacterials
QJ01RA97 Aminoglycosides, combinations with other antibacterials

### QJ01RV Combinations of antibacterials and other substances
QJ01RV01 Antibacterials and کورتیکواستروئیدs

## J01X Other antibacterials

### J01XAگلیکوپپتیدantibacterials
J01XA01 وانکومایسین
J01XA02 تئی‌کوپلانین
J01XA03 تلاوانسین
J01XA04 دالباوانسین
J01XA05 اوریتاوانسین

### J01XBپلی میکسینs
J01XB01 کولیستین
J01XB02 پلی‌میکسین بی

### J01XCاستروئیدantibacterials
J01XC01 فوزیدیک اسید

### J01XD Imidazole derivatives
J01XD01 مترونیدازول
J01XD02 تینیدازول
J01XD03 اورنیدازول

### J01XE Nitrofuran derivatives
J01XE01 نیتروفورانتوئین
J01XE02 نیفورتوئینول
J01XE03 Furazidin
J01XE51 Nitrofurantoin, combinations
QJ01XE90 فورازولیدون

### QJ01XQپلوروموتیلینs
QJ01XQ01 تیامولین
QJ01XQ02 والنمولین

### J01XX Other antibacterials
J01XX01 فسفومایسین
J01XX02 Xibornol
J01XX03 Clofoctol
J01XX04 اسپکتینومایسین
J01XX05 هگزامتیلن‌تترامین
J01XX06 ماندلیک اسید
J01XX07 Nitroxoline
J01XX08 لینزولید
J01XX09 داپتومایسین
J01XX10 باسیتراسین
J01XX11 تدیزولید
QJ01XX55 Methenamine, combinations
QJ01XX93 Furaltadone
QJ01XX95 نووبیوسین